# Frank Feeley
Frank Feeley (1912-1985) var en brittisk bildesigner. Han är mest känd för sitt arbete för Lagonda och Aston Martin.